# Sellerio Editore
Sellerio este o editură înființată în 1969 la Palermo de Elvira Giorgianni (funcționar public care a demisionat și a investit salariile compensatorii de 12 milioane de lire italiene în companie) și soțul ei, fotograful Enzo Sellerio, la sugestia scriitorului și criticului de artă Leonardo Sciascia și a antropologului Antonino Buttitta.

## Istoric
După câteva titluri apărute în seria de debut cu titlu programatic La civiltà perfezionata, editura a devenit cunoscută pe plan național (și internațional) odată cu publicarea în 1978 a cărții L'afaire Moro a lui Sciascia.
Numărul colecțiilor publicate a crescut de la an la an, începând cu La Memoria, care este astăzi un simbol al producției selleriene. Printre scriitorii care au colaborat cu editura se numără Gesualdo Bufalino, câștigătorul Premiului Campiello și al Premiului Strega, care a semnat un contract în 1981, și Andrea Camilleri.
În 1983 s-a produs o divizare a companiei prin formarea a două gestiuni separate: Elvira Giorgianni a publicat ficțiune și eseistică, în timp ce Enzo Sellerio a publicat cărți de artă și de fotografie.
Editura a publicat colecții specializate precum Prisma și Biblioteca siciliana di storia e letteratura, La diagonale, La nuova diagonale, Fine secolo (coordonată de Adriano Sofri) și La città antica (coordonată de clasicistul Luciano Canfora). Alte colecții sunt mai puțin specializate precum Il divano (cu sugestii excentrice și autori ca Giulio Angioni) și Il castello (în care este publicată literatură străină de mai mic interes general). În anul 2012 catalogul editurii avea peste trei mii de titluri. Moștenitor grupului editorial este tânărul Antonio Sellerio, fiul Elvirei și a lui Enzo, care a absolvit în 1997 studii la Universitatea Bocconi cu o lucrare de licență referitoare la afacerea familiei sale. Printre consultanți se numără sora sa, Olivia, și italianistul Salvatore Silvano Nigro.
Elvira Giorgianni a murit în 3 august 2010 la Palermo. Soțul ei, Enzo Sellerio, a murit în 22 februarie 2012.

## Scriitori italieni publicați

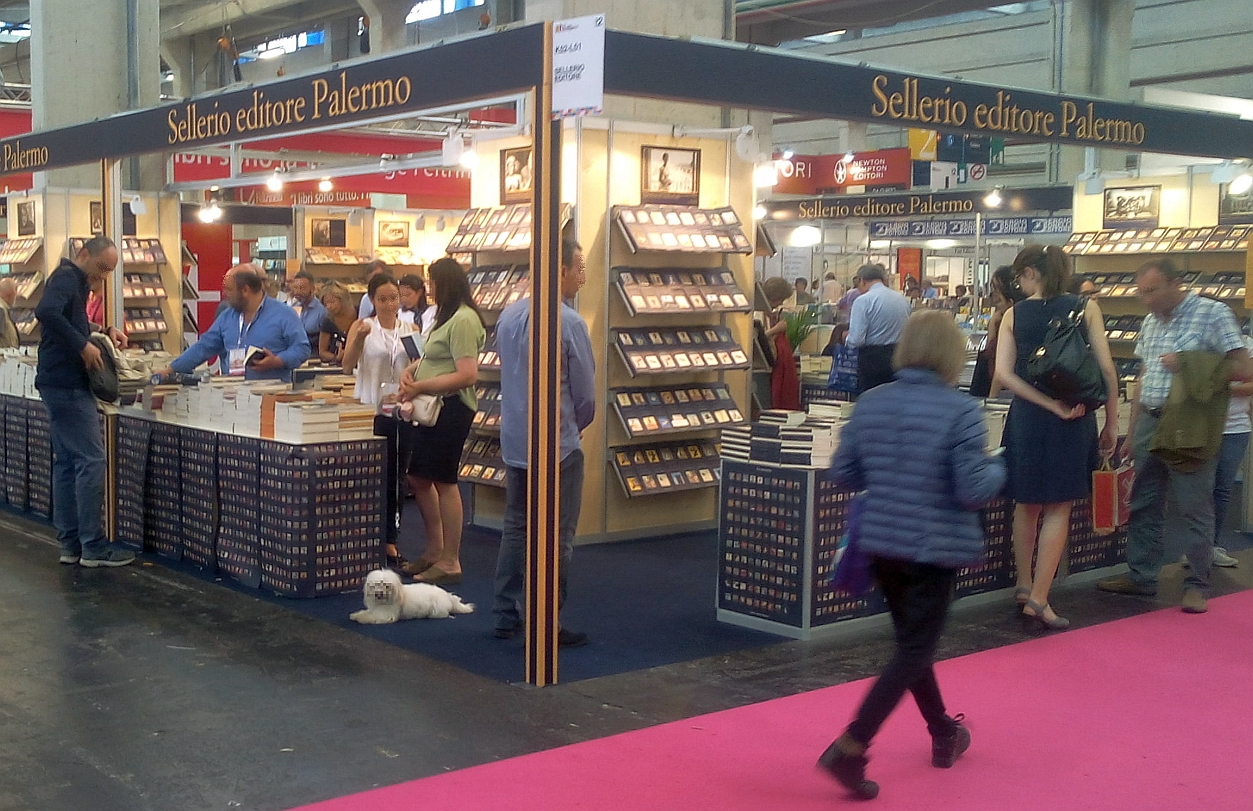
Salonul Cărții ed. 2017: Standul Sellerio

- Luisa Adorno
- Sebastiano Aglianò
- Giulio Angioni
- Maria Attanasio
- Sergio Atzeni
- Gesualdo Bufalino
- Davide Camarrone
- Andrea Camilleri
- Luciano Canfora
- Gianrico Carofiglio
- Vincenzo Consolo
- Ugo Cornia
- Augusto De Angelis
- Marco Ferrari
- Pietro Grossi
- Carlo Lucarelli
- Marco Malvaldi
- Antonio Manzini
- Lorenza Mazzetti
- Giovanni Merenda
- Maria Messina
- Andrea Molesini
- Angelo Morino
- Laura Pariani
- Santo Piazzese
- Alessandro Robecchi
- Francesco Recami
- Gaetano Savatteri
- Giorgio Scerbanenco
- Leonardo Sciascia
- Adriano Sofri
- Fabio Stassi
- Antonio Tabucchi
- Turi Vasile
- Giosuè Calaciura

## Colecții
- La memoria
- La rosa dei venti
- Il contesto
- Il divano
- Alle 8 di sera
- Nuovo prisma
- La nuova diagonale
- Galleria
- Le indagini di Montalbano
- Biblioteca siciliana di storia e letteratura
- Corti
- Il castello
- Il gioco delle parti. Romanzi giudiziari
- Il mare
- La diagonale
- Le parole e le cose
- Tutto e subito
- Fine secolo
- Quaderni della Biblioteca siciliana di storia e letteratura
- L'Italia
- La città antica
- Teatro
- Nuovo Museo
- L'isola
- La civiltà perfezionata
- Fantascienza
- Prisma
- Museo
- La pietra vissuta
- Le favole mistiche
- Fuori collana
- App
- Narrativa per la scuola
- La memoria illustrata
- I cristalli
- I cristallini
- Varia
- Cataloghi
- Bel vedere
- Diorama
- L'occhio di vetro
- La Cuba

## Legături externe
- Site web oficial